# Willa NOT w Trzebini
Willa NOT – budynek znajdujący się w północno-zachodniej części Trzebini, na obszarze osiedla Siersza przy ul. Grunwaldzkiej 29.
Obiekt wraz z domkiem ogrodnika i parkiem wpisany jest do rejestru zabytków nieruchomych województwa małopolskiego.
Zbudowana w początkach XX wieku przez Potockich. Mieszkali w niej od 1906 roku dyrektorzy kopalni węgla kamiennego w Sierszy. Po drugiej wojnie światowej i przejęciu budynku przez państwo, mieściło się w niej do 1960 przedszkole a następnie miało w niej siedzibę Stowarzyszenie Inżynierów i Techników Górnictwa i Naczelna Organizacja Techniczna, skąd wzięła się używana do dzisiaj nazwa willi.
Od roku 1984 w budynku znajduje się Dom Kultury Willa NOT Trzebińskiego Centrum Kultury.

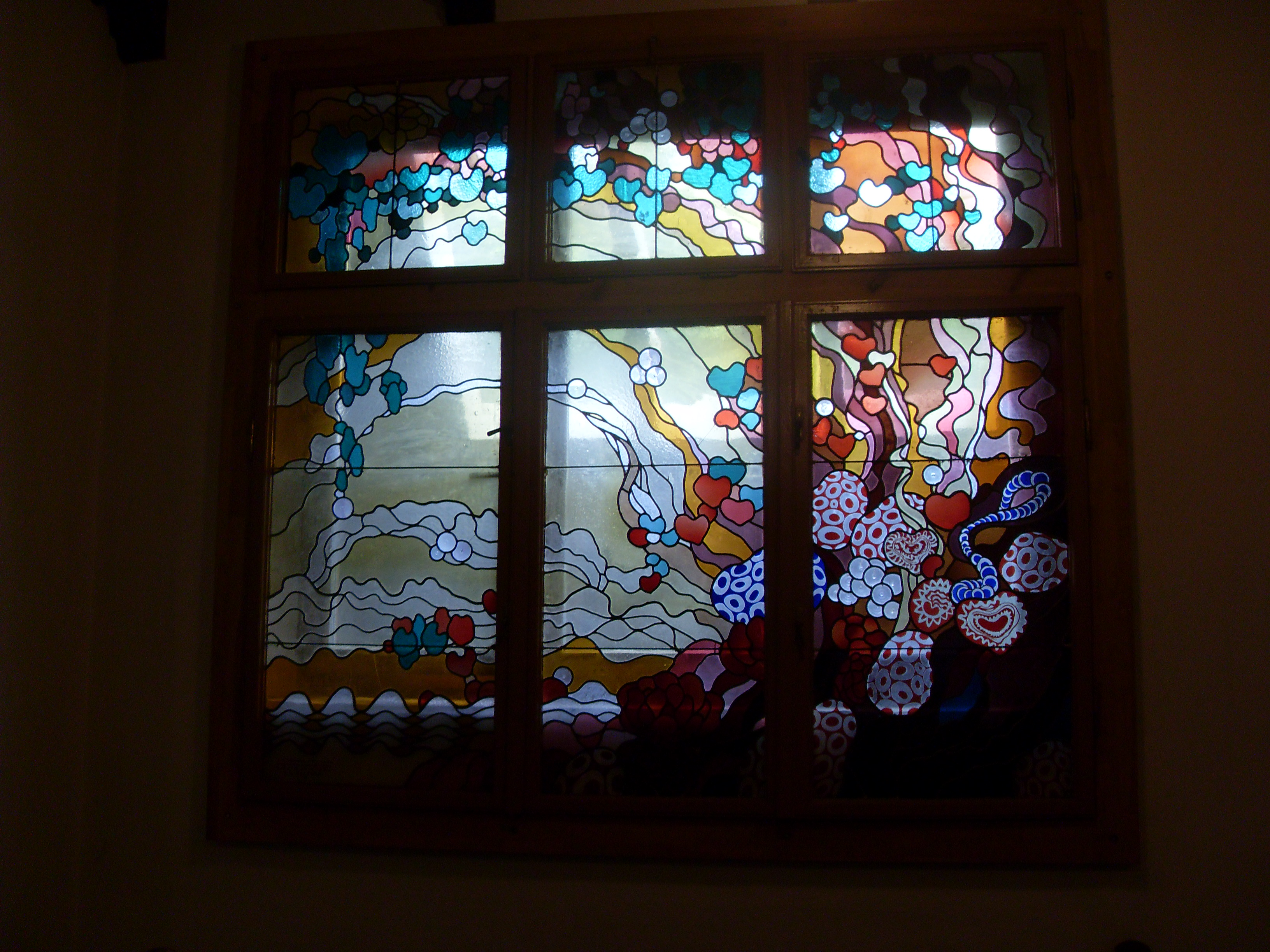
Witraż projektu Henryka Uziembły we wnętrzu willi.